# 9K720 Iskander
El 9K720 Iskander (en ruso: Искандер; Designación OTAN SS-26 Stone) es un sistema móvil de misiles balísticos de corto alcance producido y desplegado por el ejército ruso. Los sistemas de misiles (Искандер-М) reemplazarán a los obsoletos sistemas OTR-21 Tochka, todavía en uso por las fuerzas armadas rusas, para 2020. El Iskander tiene varias ojivas convencionales diferentes, incluida una ojiva de municiones en racimo, una ojiva de explosión mejorada explosiva de combustible y aire, una ojiva de fragmentación de alto explosivo, un penetrador de tierra para romper búnkeres y un dispositivo de pulso electromagnético para misiones antirradar. El misil también puede llevar ojivas nucleares. En septiembre de 2017, el diseñador general de KB Mashinostroyeniya (KBM), Valery M. Kashin, dijo que había al menos siete tipos de misiles (y "quizás más") para Iskander, incluido un misil de crucero.

## Características
El sistema Iskander-E está compuesto por el misil cuasibalístico monoetapa 9M723K1 controlado durante todo su recorrido y una cabeza de guerra integrada que no se separa. 
El misil es supersónico de corto alcance y medio alcance de 300 km hasta 500 km, se considera un arma táctica, no sigue una trayectoria enteramente balística, ya que durante su fase terminal puede realizar giros bruscos y lanzar señuelos, además nunca abandona la atmósfera terrestre y es posible catalogarlo como un misil crucero.
El Iskander-E consigue un alto grado de precisión y capacidad para superar las defensas antimisiles, constituyendo una alternativa a los bombarderos que no pueden operar con seguridad en espacios aéreos altamente vigilados.

## Despliegue

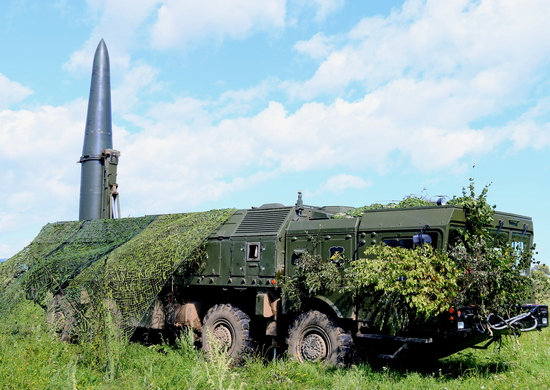
Un complejo Iskander-M camuflado durante un ejercicio en Transbaikalia. Junio 2021

El 13 de noviembre de 2008 el presidente ruso, Dmitri Medvédev, aseguró que su país se abstendría de desplegar este sistema en el enclave de Kaliningrado si se reconsideraba la política de defensa de la OTAN. Previamente Rusia había amenazado con este despliegue para contrarrestar la futura presencia de elementos del sistema antimisiles norteamericano en Polonia.
En junio de 2015, el Pentágono anunció el despliegue del sistema antiaéreo Aegis con capacidad antimisiles balísticos en Polonia.
El ministerio de Defensa del Kremlin anunció al día siguiente que desplegará misiles Iskander-M en la provincia de Kaliningrado, y que dicho despliegue deberá finalizar antes de 2018. Este anuncio se interpretó como una "contramedida" a los planes del Pentágono, ya que, a pesar de la creciente tensión, los misiles Iskander-M no incumplen el Tratado INF.

## Variantes
- Iskander-M. Destinada a las fuerzas armadas rusas. 400 km de alcance, fuera del tratado INF sobre armas de media distancia (comprendidas entre los 500 y 5.500 kilómetros de alcance).
- Iskander-E. Destinado a la exportación. Alcance estimado de 280 km.
- Iskander-100.  Rusia inicio la producción de una versión con un aumento de combustible en un 15% y un motor más eficiente, con lo que el misil podrá alcanzar objetivos situados hasta a 1.000 kilómetros de distancia.

## Operadores
- Rusia
- Armenia
- Kirguistán
- Argelia [5]

### Posibles compradores
- Siria. El presidente Bashar al-Asad aseguró a un diario ruso la voluntad de su país de adquirir misiles Iskander que mejoraran las capacidades de los Scud existentes en sus arsenales.[6][7]
- Los Emiratos Árabes Unidos, Malasia y la India podrían estar interesados según la agencia rusa Interfax.[7]